# 1900 en Ontario
Chronologie de l'Ontario
- 1896
- 1897
- 1898
- 1899
- 1900
- 1901
- 1902
- 1903
- 1904

Cette page concerne des événements d'actualité qui se sont produits durant l'année 1900 dans la province canadienne de l'Ontario.

## Politique
- Premier ministre : George William Ross (Parti libéral)
- Chef de l'Opposition: James Whitney (Parti conservateur).
- Lieutenant-gouverneur: Oliver Mowat
- Législature: 9e (en)

## Événements
- 18 janvier : le libéral Isaac James Gould (en) est élu sans opposition député fédéral de l'Ontario-Ouest à la suite de la mort du même parti James David Edgar (en) le 31 juillet 1899.

- 7 novembre : Le Parti libéral du Canada de Wilfrid Laurier remporte les élections fédérales avec 128 députés élus contre 79 conservateurs (donc 10 libéraux-conservateurs) et six députés indépendants. En Ontario, le score est de 54 conservateurs (donc 7 libéraux-conservateurs), 34 libéraux et 4 députés indépendants (donc 1 indépendant-conservateur et 1 indépendant-libéraux).

## Naissances
- 1er janvier : Sam Berger, homme d'affaires et joueur de football († 24 juillet 1992).
- 20 février : Graham Spry (en), pionnier de la radiodiffusion, dirigeant d'entreprise, diplomate et socialiste († 24 novembre 1983).
- 12 mars : David Croll (en), député provincial de Windsor—Walkerville (1934-1943), 18e maire (en) de Windsor, député fédéral de Spadina (1945-1955) et sénateur († 11 juin 1991).
- 7 mai : Reg Mackey, né William Reginald Wallace Mackey à North Gower et mort le 26 février 1966 à Calgary dans la province de l'Alberta était un joueur professionnel de hockey sur glace.
- 3 juin : Gordon Sinclair (en), journaliste, écrivain et commentateur († 17 mai 1984).
- 21 juin : Edward S. Rogers (en), inventeur et pionnier de la radio († 6 mai 1939).
- 23 juillet : John Babcock, dernier vétéran canadien de la Première Guerre mondiale († 18 février 2010).
- 13 août : Gordon Sparling, réalisateur, scénariste, monteur et producteur († 1994).

## Décès
- 11 août : Georges Isidore Barthe, député fédéral de Richelieu (1870-1872, 1874-1878) (° 16 novembre 1834).